# Tropidosteptes saxeus
Tropidosteptes saxeus är en insektsart som först beskrevs av William Lucas Distant 1884.  Tropidosteptes saxeus ingår i släktet Tropidosteptes och familjen ängsskinnbaggar. Inga underarter finns listade i Catalogue of Life.